# Idris scutellaris
Idris scutellaris är en stekelart som först beskrevs av Alan Parkhurst Dodd 1926.  Idris scutellaris ingår i släktet Idris och familjen Scelionidae. Inga underarter finns listade i Catalogue of Life.